# Богородица с Иисусом среди животных
«Богородица с Иисусом среди животных» — рисунок Альбрехта Дюрера 1503 года, размером 32 × 24 см. Возможно, являлся наброском так и не реализованной картины. В настоящее время хранится в галерее Альбертина в Вене.

## Описание
В центре композиции изображена сидящая Мадонна с Младенцем на коленях. Она закрывает книгу, отвлекаясь на сына, который указывает на что-то справа, возможно, на приближающегося Святого Иосифа. Среди облаков видна Вифлеемская звезда, с неба спускается ангел, чтобы сообщить о прибытии Христа пастухам, пасущим стада на склоне холма. В левой части рисунка видны корабли, на которых прибыли волхвы, чтобы поклониться Младенцу.
Мария и Иисус окружены огромным количеством животных и птиц: лев, попугай, дятел, совы, краб, жук, сверчок, улитка, стрекоза, мотылёк, зяблики, лебеди, стая овец, собака и другие. Иосиф стоит у дома и смотрит на аиста, или даже разговаривает с ним.
Искусствоведы отмечают, что закованная в цепи лиса является символом зла. Две совы, расположенные у трухлявого пня, представляют собой силы тьмы, которую развеяло пришествие Христа. Попугай, сидящий рядом с Марией, отсылает к чуду непорочного зачатия.

## Эскиз рисунка
В 2021 году стало известно о возможном обнаружении предварительного наброска к рисунку. По сообщениям СМИ, некий человек из американского штата Массачусетс приобрёл за 30 долларов на гаражной распродаже небольшое изображение женщины с ребёнком со знаменитым вензелем Альбрехта Дюрера. Покупатель был уверен, что покупает репродукцию, однако позже он всё же решил показать рисунок экспертам.
Эксперт-реставратор лондонской галереи Agnews обнаружил на бумаге водяной знак Дюрера «Трезубец и кольцо», а также подтвердил возраст бумаги (около 1500 года). Позже Кристоф Мецгер, главный хранитель музея Альбертина и ведущий эксперт по Дюреру, изучив работу, включил её в каталог-резоне произведений художника как подлинную. Атрибуцию Дюрера подтвердила и бывший куратор отдела немецких эстампов и рисунков Британского музея — Джулия Бартрум.
Карандашный рисунок, который назвали «Мадонна с младенцем и цветком на травяной скамье», вероятно, был создан в 1503 году. В 1919 году его приобрела парижская галерея антикварной мебели и декоративного искусства Maison Carlhian. Затем он оказался в семье Жана-Поля Карлхиана, предки которого руководили этой галерей. Карлхиан в качестве архитектора работал над несколькими музейными зданиями, в том числе двумя для Смитсоновского института, поэтому кажется невероятным, что он не знал об истинной ценности рисунка.
По сообщениям СМИ, его стоимость может доходить до 50 миллионов долларов США.